# 林夢鶴
林夢鶴（1559年—？），字獻禎，號鑒蒼，河南汝寧府信陽州人，民籍，明朝政治人物。

## 生平
萬曆十年（1582年）壬午科河南鄉試第九名舉人，萬曆十四年（1586年）丙戌科會試一百七十五名，登三甲第一百二十三名進士，都察院观政，本年八月授湖廣竹溪县知县，十五年八月調繁浙江長興縣知縣，十九年三月改真定府教授，卒於任內。

## 家族
曾祖林滿，曾任知縣；祖父林國春，曾任生員；父林得森，曾任貢生。母馬氏。重庆下。弟鳴鶴、仲鹤、季鶴、祖庆。